# Nicolas-René Jollain
Nicolas-René Jollain, dit « Le Jeune », né en 1732 à Paris et mort en 1804 à Paris, est un peintre français.

## Biographie
Selon l'état des connaissances, Jollain appartient à une famille d'artistes dans laquelle on compte le peintre du roi Nicolas-René Jollain, dit le Vieux, auquel est attribué le célèbre portrait du roi Louis XIV,. Sa famille compte entre autres Pierre Jollain (fl. 1720-1762), également peintre, ainsi qu'une dynastie de dessinateurs et graveurs,. Nicolas-René Jollain est peut-être d'abord formé par un membre de sa famille. Il entre ensuite dans l’atelier de Jean-Baptiste Marie Pierre : l’élève et le maître devaient rester très proches.
Deuxième au prix de Rome, en 1754, derrière Jean-Pierre Chardin, fils du peintre Jean Siméon Chardin. Jollain est agréé à l’Académie en 1765 et reçu en 1773 avec Le Charitable Samaritain (Paris, église Saint-Nicolas du Chardonnet) comme morceau de réception.
Jollain reste un spécialiste de la grande peinture d'histoire : il prend part à plusieurs grands chantiers décoratifs, dont ceux du château de Bellevue et du Petit Trianon pour lesquels il exécuta plusieurs toiles (hauts de portes, 1769), et fut présent au Salon dès 1767.
Pour le Salon de 1781, l’artiste envoya deux grands tableaux ovales peints pour la chapelle Sainte-Trinité de Fontainebleau, notamment L’Humanité voulant arrêter la fureur du démon de la guerre et plusieurs petites peintures. Écho des idées des Lumières, l’allégorie de Jollain fut saluée par la critique : « Une très-belle allégorie a aussi exercé le pinceau de M. Jollain. C’est l’Humanité voulant arrêter la fureur du Démon de la guerre. […] Ce morceau joint au mérite de la composition celui d’une belle exécution, & d’un dessin correct. Les traits de la principale figure ont beaucoup d’agrément et de noblesse ». D’un format inhabituel presque carré, la peinture confronte le corps musculeux du démon à la délicatesse de l’Humanité figurée sous les traits d’une jeune mère protégeant ses enfants.
Entre 1776 et 1781, il réside rue du Champ-Fleuri. Après la Révolution française, l'artiste tombe quasiment dans l'oubli. Toutefois, en 1789, il est mentionné dans les archives de l'Académie comme étant « gardien du Museum » [du Louvre], où effectivement, il réside. Une commission constituée après le décret du 10 août 1792 visant à préparer et diriger la création du museum central des Arts, réunit, outre Jollain, qualifié de « garde des tableaux du roi », Jean-Baptiste Regnault, François-André Vincent, le géomètre Charles Bossut et deux « miniaturistes », Pasquier et Jean Cossard.
Un tableau présenté au Salon de 1791 et conservé au musée du Nouveau Monde, montre l'intérêt de l'artiste pour le roman Paul et Virginie, publié en 1787 par Bernardin de Saint-Pierre.
Il aurait eu pour élèves, entre autres, le graveur Jean-Baptiste-Louis Cazin, René Louis Maurice Béguyer de Chancourtois (d) (1757-1817), Jean-Frédéric Schall et Anne-Louis Girodet.

## Œuvre

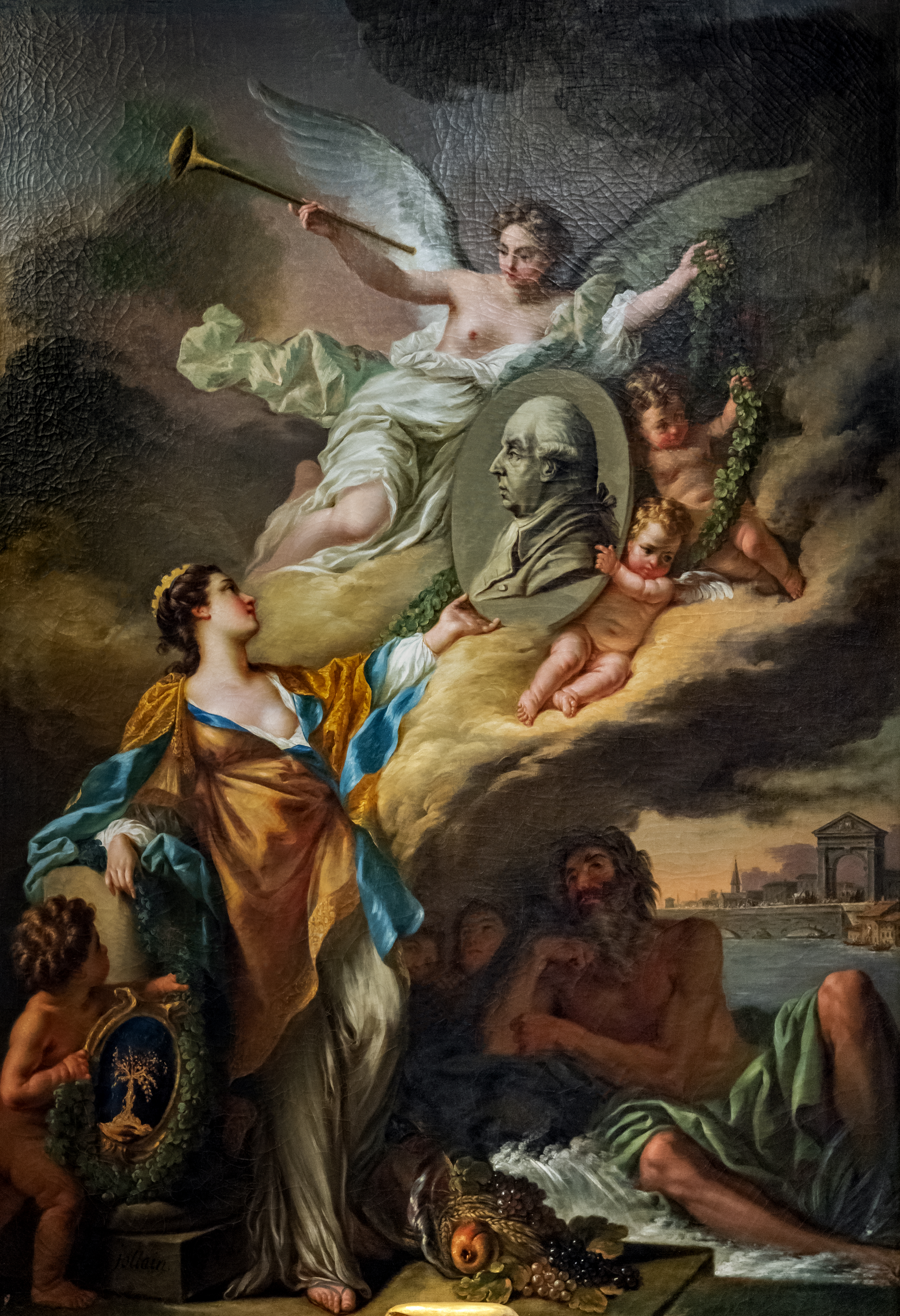
Allégorie sur l'inondation du Tarn 1768, Musée Ingres-Bourdelle
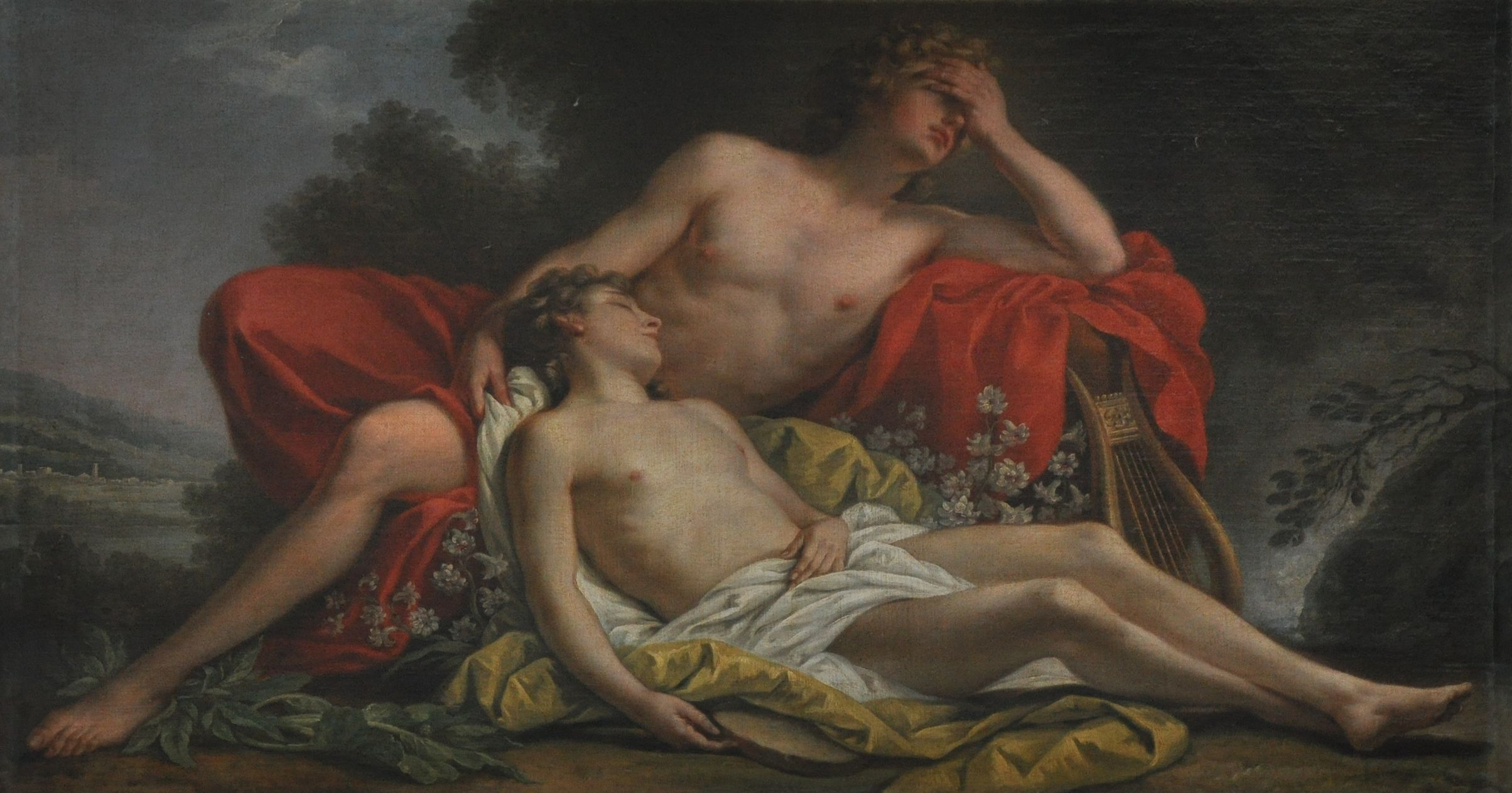
Hyacinthe changé en fleur, Salon de 1769
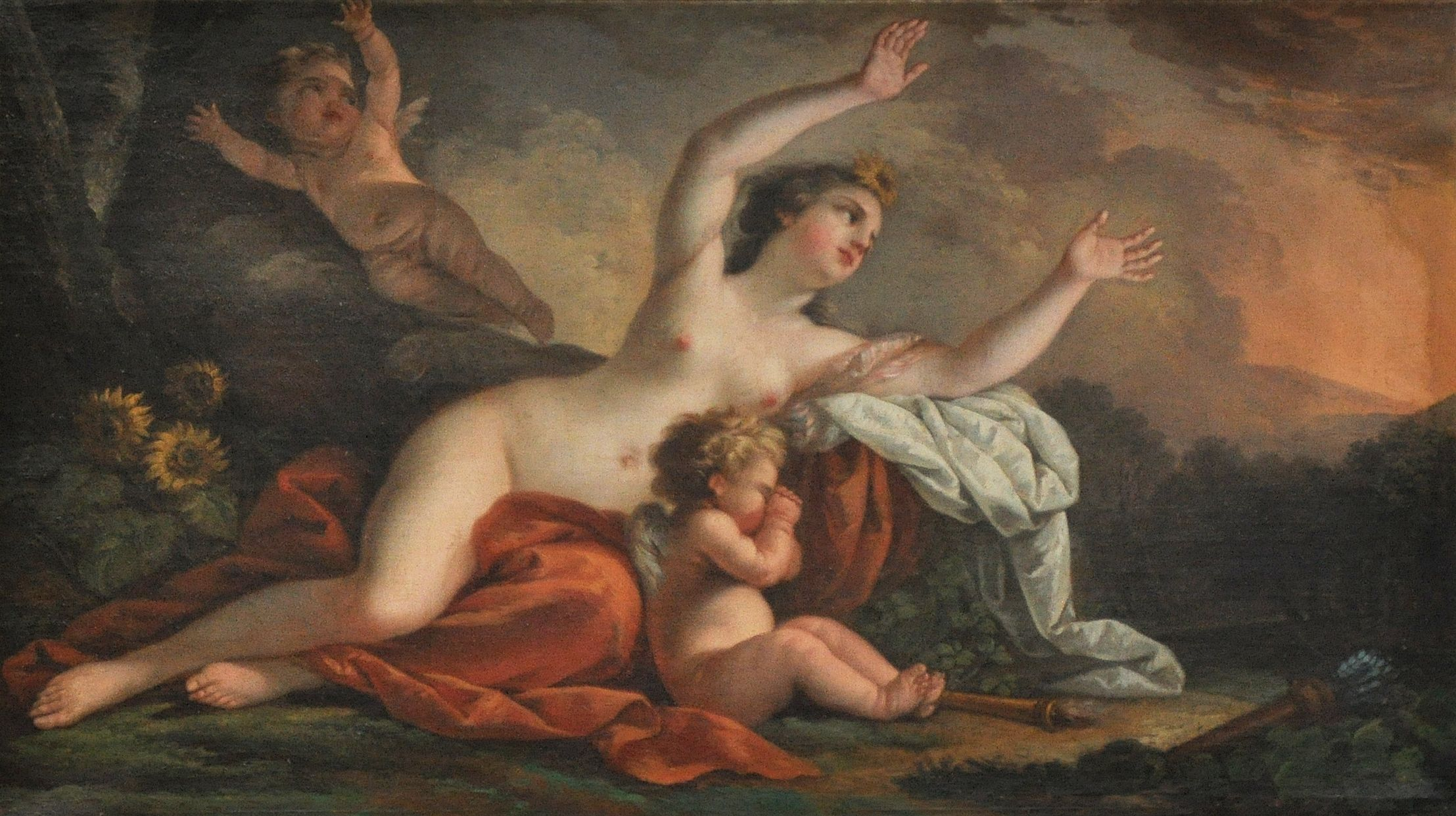
Clytie changée en tournesol, Salon de 1769
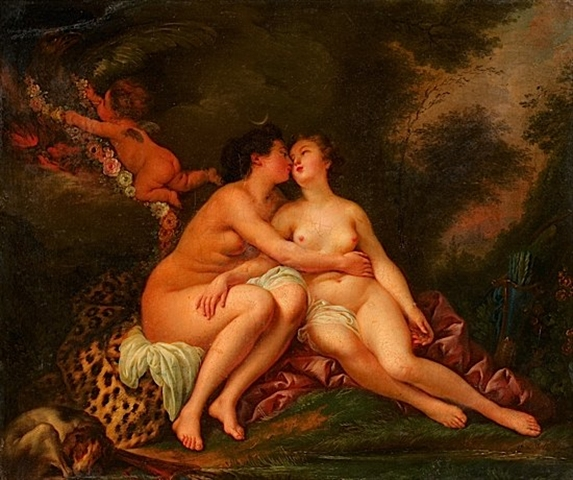
Jupiter sous la forme de Diane séduit Callisto, Salon de 1771
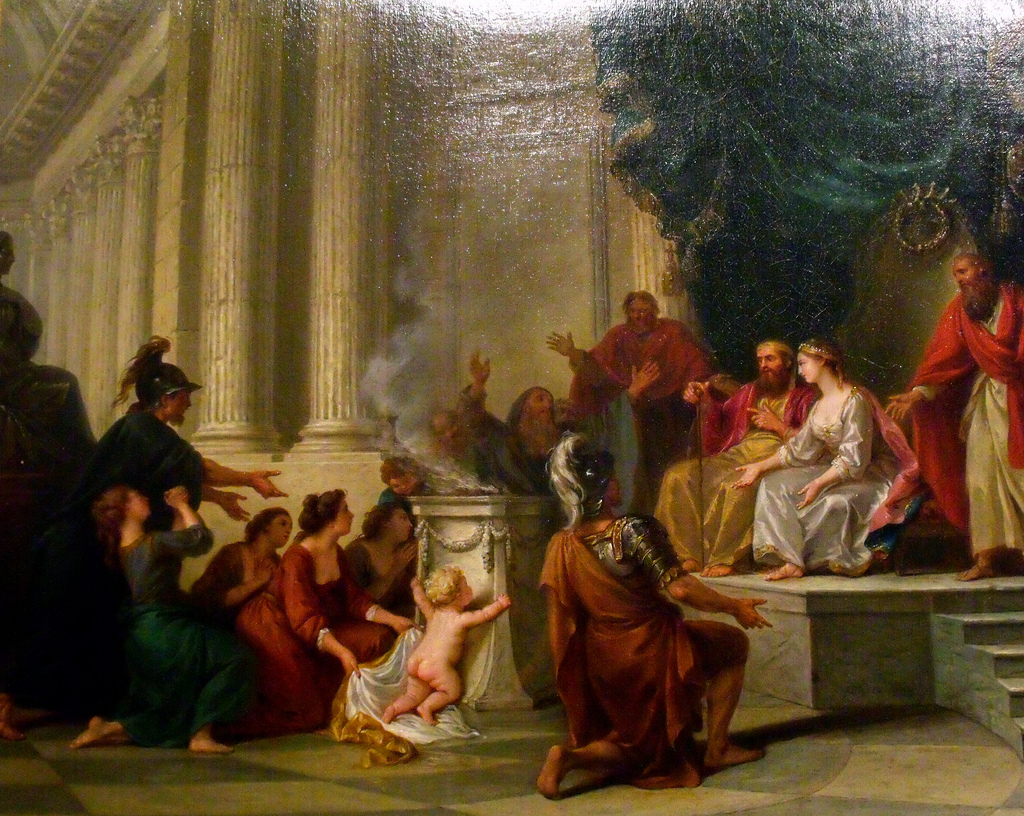
Alceste vient, avec ses Enfans, implorer Apollon dans son Temple, pour la santé d’Admete son époux, Salon de 1777
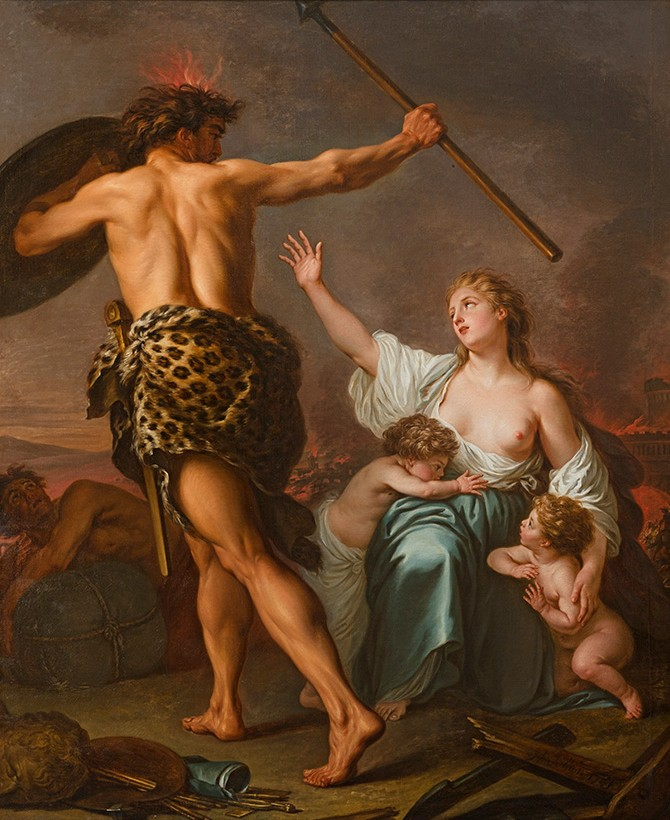
L’Humanité voulant arrêter la fureur du Démon de la Guerre, 1781